# Palais-Royal
A Palais-Royal (francia kiejtés: [pa.lɛ ʁwa.jal]), amelyet eredetileg Palais-Cardinalnak vagyis bíborosi palotának neveztek, egykor királyi palota volt, Franciaországban Párizs első kerületében. A védett bejárati udvar a Louvre-ral szemben fekvő Place du Palais-Royal térre néz. 1830-ban a palota nagyobb belső udvarát a Cour d'Honneurt észak felől lezárták, amely talán Párizs fedett árkádjai közül a leghíresebb Galerie d'Orléans volt. Az 1930-as években lebontották, szomszédos oszlopsorai továbbra is a Cour d'Honneur és a népszerű Palais-Royal kertje között helyezkednek el.
A Palas-Royal jelenleg a Francia Kulturális Minisztérium, az Államtanács és az Alkotmányos Tanács székhelye.

## Története

A Palais-Royal OpenStreetMap-térképen

### Palais-Cardinal

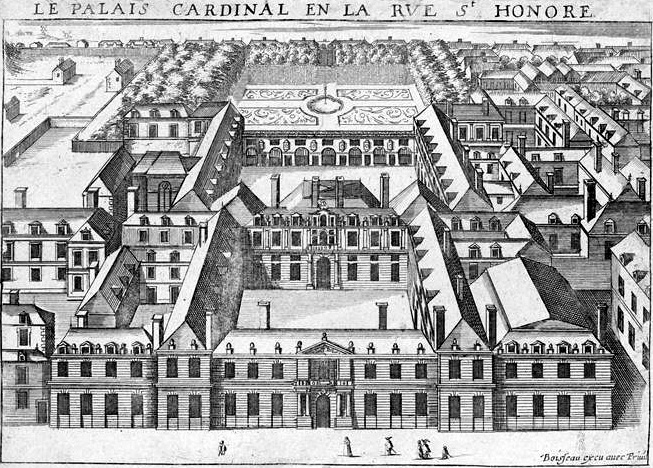
A Palais-Cardinal, 1641 körül

Eredetileg Bíborosi Palotának nevezték el, mivel a palota Richelieu bíboros személyes rezidenciája volt. 1629-ben Jacques Lemercier építész kezdte meg az épület tervezését. Az építkezés 1633-ban fejeződött be. A bíboros halála után, 1642-ben a palota a király birtokába került, akkor kapta mai nevét.
XIII. Lajos halálát követő évben Ausztriai Anna francia királyné, valamint fiatal fiainak, a későbbi XIV. Lajosnak, Philipp Anjou hercegének és tanácsadójának, Mazarin bíborosnak lett a rezidenciája.
1649-től a palota I. Károly angol király feleségének és lányának, a száműzött Henrietta Máriának és Henrietta Anna Stuartnak a rezidenciája lett. Mindketten Angliából menekültek az angol polgárháború alatt és Henrietta Mária unokaöccse is itt kapott menedéket.

### Orléans-ház
1661. március 31-én Henrietta Anna feleségül ment Lajos fiatalabb öccséhez, Philippe de France orléans-i herceghez a palota kápolnájában. A következő évben a palotában az új hercegné életet adott lányuknak, Marie Louise d'Orléans-nak. Házasságuk révén a palota az Orléans-ház fő rezidenciája lett.
A hercegné létrehozta a palota díszkertjét, amelyekről azt állították, hogy Párizs kertjei közül az egyik legszebb volt. Az új hercegi pár uralma alatt a palota a főváros szociális központjává vált.
A Palais-Royal királyi összejövetelei híresek voltak, mind a fővárosban, mind pedig Franciaországban. Ezeken az összejöveteleken a francia társadalom krémje, a créme de la créme volt jelen. A vendégek között szerepeltek a királyi családok fő tagjai, mint például Ausztriai Anna anyakirálynő, a Montepensier hercegnő, a Condé és a Conti hercegek. Philippe kedvencei szintén gyakori látogatók voltak.
A palotát felújították, és új lakrészeket hoztak létre a hercegné lányai és munkatársai számára. Számos nő, akik később XV. Lajos kegyencei közé tartoztak, az udvartartásból származott; Louise da La Valliére, aki 1663-ban és 1665-ben két fiúgyermeket szült a királynak. Françoise-Athénaïs-t, Marquise de Montespan, aki helyettesítette Lajost, és Angélique de Fontages-t, aki Orléans második hercegnőjénél szolgált.
1670-ben Henrietta Anna halála után a herceg elvette második feleségét, Palatine hercegnőt, aki inkább Château de Saint-Cloudban lakott. Ezért Saint-Cloud lett a fő lakóhelye a hercegnő legidősebb fiának, és ő lett az Orléans-ház örököse. Philippe Charles d'Orléans duc de Chartes néven volt ismert.

### Françoise Marie de Bourbon, Orléans hercegnő

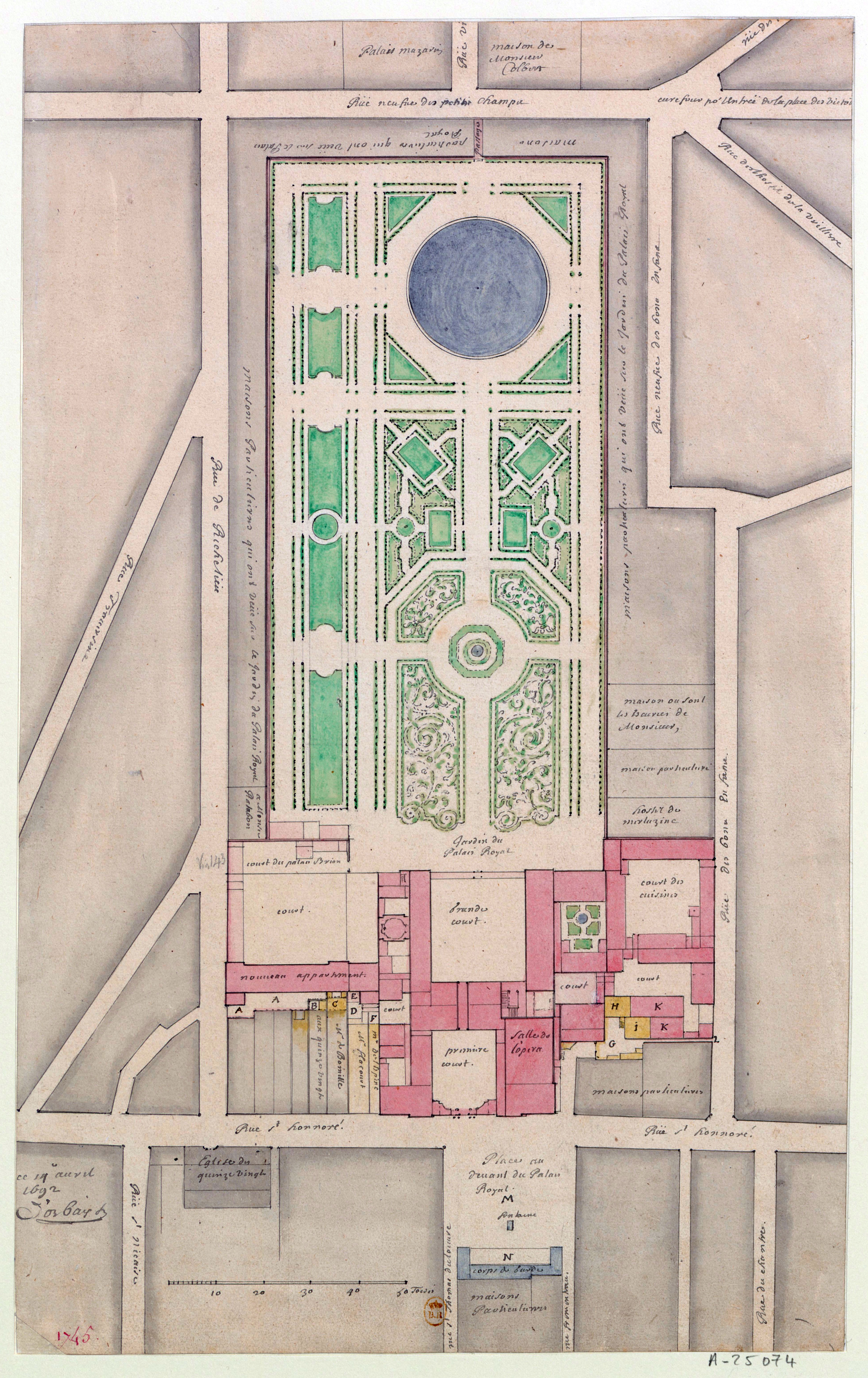
François d'Orbay, 1692-es általános terve

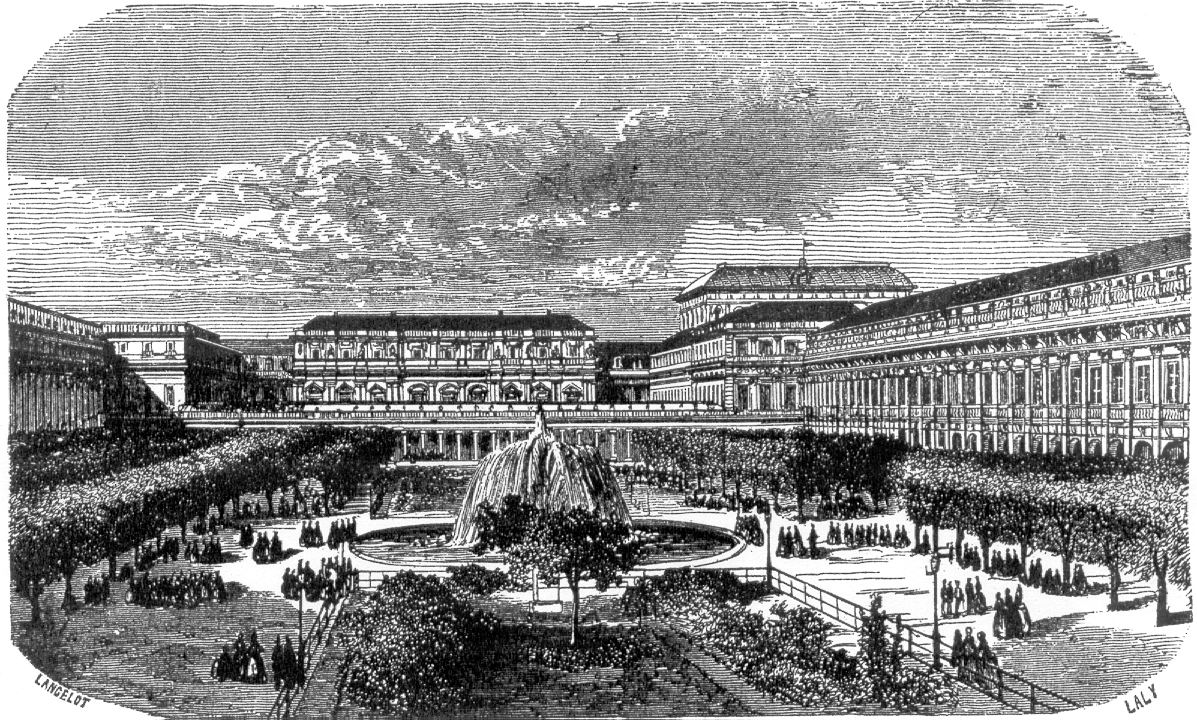
Az 1863-as Párizsból származó útmutató ábrázolja a park növényzetének beültetési skáláját. A modern ültetés is fenntartja a gyep, a szökőkutak és a fák akkori rendjét

1692-ben, Chartres hercegének Françoise Marie de Bourbonnal, Mademoiselle de Blois-val, XIV. Lajos és Madame de Montespan törvényesített lányával kötött házassága alkalmából a király a Palais-Royalt öccsének adományozta.
A menyasszony kényelme érdekében új lakásokat építettek és bútoroztak be a kelet felé néző szárnyban, a Rue de Richelieu mentén. Philippe ebben az időben nyitotta meg a galériát híres Orléans-festménygyűjteményével, amely a nyilvánosság számára könnyen hozzáférhető volt. Jules Hardouin-Mansart volt az építész és ennek a rekonstrukciónak a költségei 400 000 livre volt. Hardouin-Mansart asszisztense Francois d'Orbay elkészített egy általános helyszíni tervet, amelyet bemutattak mielőtt ezeket a módosításokat elvégezték volna. A tervben látható kertet André Lenotre alkotta meg.
Madame de Montespan elbocsátása és utódjának megérkezése után, Madame de Maintenon megtiltott minden szórakozást Versailles-ban és a palota ismét egy társadalmi esemény helyszíne volt. Amikor az orléans-i herceg 1701-ben meghalt, fia lett az Orléans-ház feje. Az új orléans-i herceg és neje a palotába költözött. Először két leányuk, Charlotte Aglaé d'Orléans, később Modena hercegnő és Louis Diane d'Orléans majd Conti hercegnő született ott.

### Vasárcsarnok
Körülbelül egy évtized alatt a palota egyes részeit bevásárlócsarnokká illetve. játéktermekké alakították át, amelyek a 18. századi Párizs társadalmi és gazdasági életének központjává váltak. Az Arábia bazár ihlette Galerie da Bois-t, s a Palais-Royal végét összekötő fabódék sorozatát először 1786-ban nyitották meg. A párizsiak számára, akik gyalogjárdák nélkül éltek, az utcák veszélyesek és piszkosak voltak; a csarnok üdvös kiegészítése volt az utcai tájnak, mivel biztonságos helyet teremtett, ahol a párizsiak nézelődhettek és társadalmi életet élhettek. Így kezdődött a Palais-Royal, amit Bertrand Lemoine építészettörténész l'Ére des passages couverts-nak vagyis árkád korszaknak nevezett, amely 1786 és 1935 között átalakította az európai vásárlási szokásokat.
Az előkelő kategória illetve osztály vonzására tervezett Palais-Royal a luxuscikkeket viszonylag magas áron értékesítette. Az árak azonban soha nem voltak visszatartó erejűek, mivel ezek az árkádok voltak a vásárlás és a látnivalók helye. Az árkádok ill. játéktermek a vásárlóknak azt ígérték, hogy a zárt tér távol helyezkedik a zajos és piszkos utcákat jellemző káosztól; egy meleg száraz hely az elemek viszontagságaitól távol és biztonságos menedéket nyújt, ahol az emberek találkozhatnak és a szabadidejüket tölthetik. Az árkádokban működő korzó a feltörekvő előkelő osztályok számára a 18. század szórakozása lett.
Egy évtized alatt új játéktermek nyíltak meg a palota területén, amelyeket kertek, üzletek és szórakozóhelyek komplexumaivá alakítottak, s az udvar külső kerületén az eredeti oszlopok alatt helyezkedtek el. A környéken mintegy 145 butik, kávézó, szalon, fodrászat, könyvesbolt, múzeum és számos frissítőkioszk, valamint két színház volt. Olyan luxuscikkekre specializálódott, mint a finom ékszerek, szőrme, festmények és bútorok, amelyek vonzóak a gazdag elit számára. A komplexumban működő kiskereskedők voltak az elsők Európában, akik rögzített árakat fogadtak el, és így ügyfeleiket megkímélték a zűrzavaros cserekereskedelemtől.
Az üzletek hosszú külső üvegablakokkal voltak ellátva (gyakorlatilag az üzletek üvegezése akkoriban Párizsban ismeretlen volt), amelyek lehetővé tették a feltörekvő előkelő osztályok számára, hogy a kirakatban nézelődjenek és élvezzék fantáziálásaikat, még akkor is, ha nem voltak képesek megfizetni a magas árakat. Így a palota lett az első példa egy új stílusú vásárcsarnokra, amelyet mind az arisztokrácia, mind a középosztály kedvelt. Nappal a galériák, könyvesboltok, szalonok, kávézók és éttermek fontos összejövetelek helyszínei voltak az arisztokrácia, az értelmiségiek, az egyetemi hallgatók és a finanszírozók számára. Éjszaka a liberálisok, ügyeletes katonák és prostituáltak terepévé vált, akik közül sokan béreltek lakást az épületben. Továbbá a királyi palota küszöbén sarlatánoknak, kaszinóknak, hasbeszélőknek, striciknek és prostituáltaknak tartottak fenn teret. Mindenekelőtt a kifinomult beszélgetés helyszíne volt, amely a szalonok, kávézók és könyvesboltok körül forgott, valamint a párizsi társadalmi élet központja lett.

## A La Régenceés XV. Lajos uralma

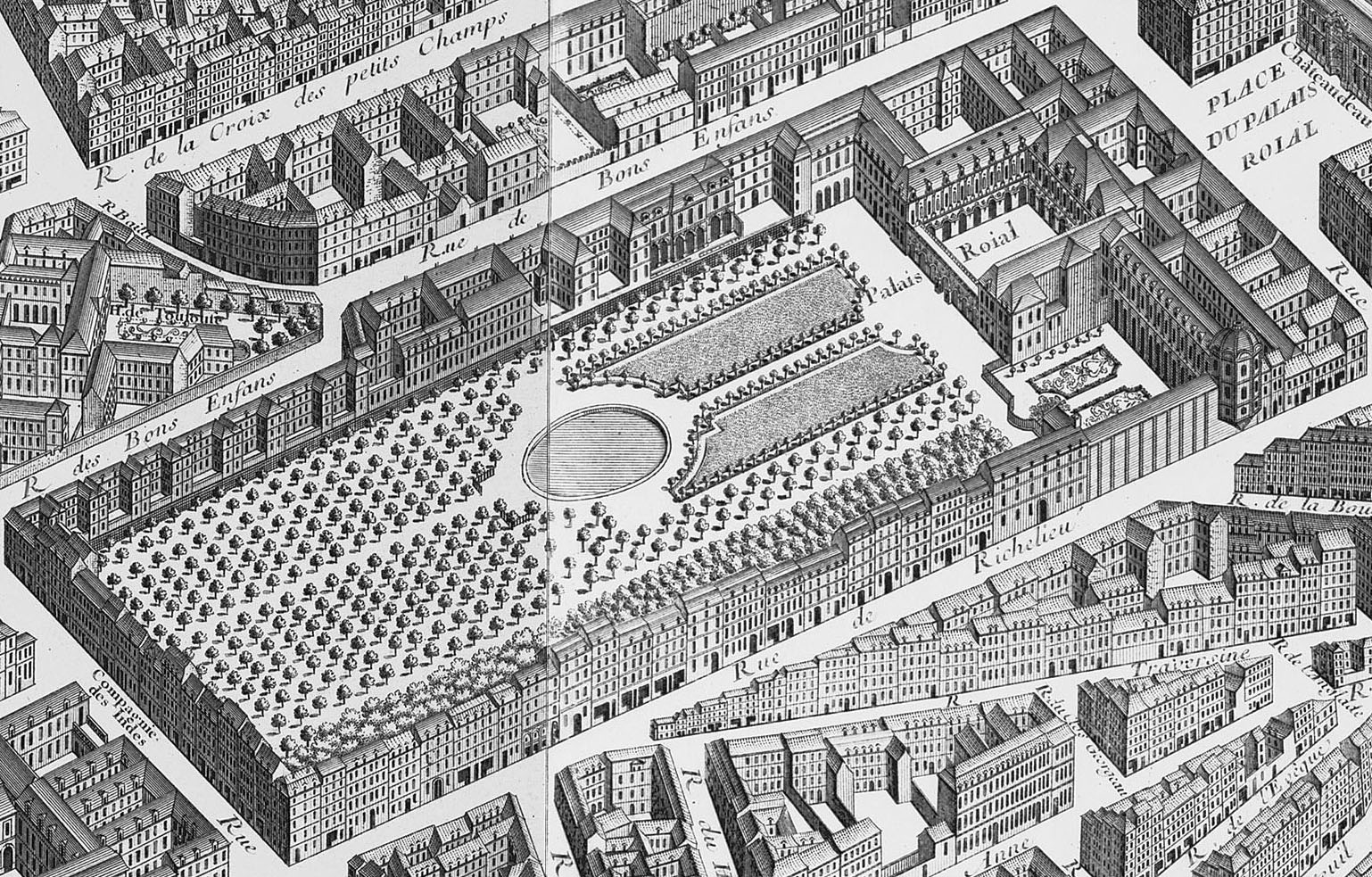
A Palais-Royal és kertjei Turgot térképén, 1739. Maga a palota homlokzata a kis téren

XIV. Lajost halála után, 1715-ben ötéves unokája követte a trónon. Orléans hercege a fiatal XV. Lajos régensévé vált, amikor az ország kormányát a királyi palotában állították fel, míg a fiatal király a közeli Tuileriákban élt. A királyi palotában volt a mintegy 500 festményből álló csodálatos Orléans művészeti gyűjtemény, amelyet nyilvános megtekintésre rendeztek be, amíg 1791-ben külföldre el nem adták. Azután a palota társadalmi élete sokkal renyhébbé vált. XV. Lajos visszaállította az udvart Versailles-ban, és Párizst ismét figyelmen kívül hagyták. Ugyanez történt a Palais-Royallal; Louis d'Orléans mint Orléans új hercege és fia Louis Philippe a másik családi rezidenciában élt, Saint Cloudban, amely Palatine hercegnő 1722-es halála óta üresen állt.
A palota hamarosan Louise Henriette de Bourbon hírhedt vitáinak helyszíne lett, aki 1743-ban feleségül ment Louis Philipphez. Új lakásokat (a Rue-de-Valois-i szárny északi részén) hoztak létre az 1750-es évek elején Pierre Contant d'lvry építész tervei alapján. 1759-ben 32 éves korában halt meg. II. Orléans Louis Philippe édesanyja volt, később Philippe Égalité néven volt ismert.

## A palota II. Lajos Fülöp alatt
Néhány évvel Louise Henriette halála után férje titokban feleségül vette szeretőjét, a szellemes Marquise de Montessont, és a pár a Château de Sainte-Assise kastélyban élt, ahol 1785-ben meghalt. Közvetlenül halála előtt befejezte a Saint Cloud-kastély értékesítését Marie Antoinette királynénak. II. Louis Philippe d'Orléans az Orléans-ház feje lett. Saint Cloudban született, később a Palais-Royalba költözött, és itt élt feleségével a jómódú Louise Marie Adélaide de Bourbonnal, akit 1769-ben feleségül vett. A pár legidősebb fia III. Orléans Louis-Philippe volt, aki itt született 1773-ban.
II. Louis Philippe, aki 1780-tól kezdve irányította a királyi palotát és 1781 és 1784 között kibővítette és áttervezte az épület komplexumát meg a palota parkját. 1780-ban úgy döntött, hogy a rezidenciát kiskereskedelmi forgalomba hozza, az oszlopsor alatti területeket bérbeadta a kiskereskedők és a szolgáltatók számára, valamint 1784-ben a palota kertjei és a környező épületei bevásárló és szórakoztató komplexumként nyíltak meg a nagyközönség számára. A corps de logis továbbra is az Orléans-ház magántulajdonában állt, a nyilvános kertjeit körülvevő árkádokban 145 butik, kávézó, szalon, fodrászat, könyvesbolt, múzeum és számtalan frissítőkioszk volt. Ezek a kiskereskedelmi üzletek luxuscikkeket, például ékszereket, szőrmét, festményeket és bútorokat árultak a gazdag elitnek. Az üzleteknek hosszú üvegablakaik voltak, amelyek lehetővé tették a feltörekvő középosztályok számára, hogy a kirakatot nézzék és élvezzék a fantáziájukat. Így a Palais-Royal az első új típusú vásárlói árkádok közé tartozott és népszerű helyszínévé váltak a gazdagok számára, hogy összegyűljenek, társadalmi életet éljenek és élvezzék a szabadidejüket. Az átalakított palotakomplexum Párizs egyik legfontosabb piacterévé vált. Az arisztokrácia, a középosztályok és az alsó rend is kedvelte. Hírneve elismerte, hogy a kifinomult beszélgetés (szalonokban, kávézókban és könyvesboltokban), a szégyentelen vitatkozás, valamint a szabadkőművesség melegágya volt.

### A Palais-Royal színházai

A Palais-Royal terve a színházzal a keleti szárnyban (Blondel, Architecture françoise, 1754)

A Palota tartalmazta Párizs egyik legfontosabb színházát is, a Saint Honoré rue keleti szárnyában (azon a helyen ahol nyugatra helyezkedik el a Nyugati rue-tól). 1637 és 1641 között épült Lemercier tervei alapján, eredetileg Palais-Cardinal nagycsarnokának hívták. A színházat később Moliére színtársulata használta, 1660-ban ekkor Théâtre du Palais-Royal néven vált ismertté. Moliére 1673-as halála után a színházat Jean-Baptiste Lully vette át, aki az Académie Royale de Musique nevet használta (a Párizsi Opéra akkori hivatalos neve).
Az Opéra színházat 1763-ban tűz pusztította el, de Pierre-Louis Moreau Desproux építész tervei alapján építették újra egy kissé távolabbi, keletre fekvő helyszínen (ma a Rue Valois található ott) és 1770-ben nyitották meg újra. Ezt a második színházat az Opéra használta 1781-ig, amikor egy tűz ismét elpusztította, de ezúttal nem építették újra. Moreau Desproux a Palais-Royal szomszédos fennmaradt bejárati homlokzatait is megtervezte.
II. Louise Philippe kérésére röviddel ezután két új színházat építettek a Royal Palota komplexumban. Mindkét új színház Victor Louis építész tervezte, aki szintén megtervezte a komplexum kerti galériáit is. Az első színház, amelyet 1784. október 23-án nyitottak meg, eg kis bábszínház volt a kertek északnyugati sarkában, a Galerie de Montpensier és a Galerie de Beajolois kereszteződésénél. Kezdetben Théâtre des Beaujolais néven, majd Théâtre Montansier néven vált ismertté, ezt követően Victor Louis kibővítette a színjátékok és az operák előadásait. Később, a párizsi forradalom politikai zűrzavarával a színház sok más néven volt ismert. 1812-ben kávézóvá alakították át előadásokkal, majd 1831-ben nyitották meg újra színházként amikor a Théâtre du Palais-Royal nevet kapta, amely napjainkban is ismert.
II. Lajos Fülöp második színháza nagyobb volt és a komplexum délnyugati sarkában, a Rue de Richelieu mellett található. Eredetileg az opera számára szánták, de a társaság megtagadta a beköltözést. Ehelyett felajánlotta a Théâtre des Variétés-Amusantes-nek, korábban a körúton, de 1785. január 1-je óta eg ideiglenes színházban játsszák a Royal Palota kertjében. A társaság nevet változtatott Théâtre du Palais-Royalra 1789. december 15-én, később átköltözött egy új színházba, amit 1790. május 15-én nyitottak meg. 1791. április 25-én a királyellenes Comédie-Française frakció Talma vezetésével elhagyta a társaság a színházat a bal parton (akkoriban Théâtre de la Natio néven volt, de ma Odéon néven ismert) és csatlakozott a társaság a rue de Richelieu-nál, amely azonnal megváltoztatta a nevét Théâtre Francais de Richelieu-re. A Francia Köztársaság 1792. szeptemberi alapításával a színház neve ismét Théâtre de la République-re változott. 1799-ben a felosztott társaság tagjai újraegyesültek a Royal Palotában, és a színház hivatalosan Comédie-Française, más néven Théâtre Française néven vált ismertté, amit mai napig megőriz.

### Palais de l'Égalitéés a forradalom
A forradalmi időszakban Philippe d'Orléans Philippe Égalité néven vált ismertté, és a Palais de l'Égalité mellett uralkodott, ami a forradalom radikálisabb szakaszában is ismert volt, és népszerűvé tette magát Párizsban, amikor megnyitotta a palota kertjeit a párizsiak számára, és a klasszicista építészt, Victor Louis-t megbízta, hogy építse újra a palotakertek körüli szerkezeteket, amelyek a házak szabálytalan hátulját képezték a környező utcákkal szemben és a kerteket szabályos oszlopsorokkal zárja le, ahol elegáns üzletek sorakoztak fel (az egyikben Charlotte Cordayvette azt a kést, amellyel később Jean-Paul Marat-t leszúrta).
A galéria mentén a második emeleti negyedben az éjszakai hölgyek és a szerencsejáték-kaszinók voltak. A galériák mindkét végén színház volt; a nagyobbik a Comédie-Françoise, az állami színházi társaság székhelye, mivel Napóleon 1812. október 15-én a Moscou-i közigazgatási szerv átszervezését lezárta, amely 87 cikket tartalmaz. A királyi palota Palota legelső színházát Lemercier építette Richelieu bíboros számára, és 1641-ben nyitották meg. XIV. Lajos uralma alatt a színházban Moliére színjátékait rendezte 1660-tól egésze Moliére haláláig 1673-ig, majd az Opéra Jean Baptiste Lully irányítása alatt működött. Az 1780-as évektől 1837-ig a palota ismét a párizsi politikai és társadalmi ármány központja, valamint a legnépszerűbb kávézók helyszíne volt. A történelmi Le Grand Véfour étterem továbbra is ott van. 1786-ban egy amatőr fizikus felállított egy ágyút Párizs első délkörén, amelyen a nap déli sugarai áthaladva egy optikai lencsén elsütötte az ágyút. A déli ágyú még mindig a Palais-Royalnál áll, bár az eladó nők többsége eltűnt, akik Abbé Dellille vonalait ihlették.
„Ebben a kertben sem a mezőkkel sem a rétekkel, sem az erdőkkel, sem a virágokkal nem találkozunk. És ha meg is zavarja az erkölcsöt, legalább az árát át lehet állítani.”
De Sade A hálószoba filozófiájában (1795) a palota előtti területeket a progresszív brosúrák eladásának helyeként utalt.
A herceg halála után a palota tulajdonjoga az államra eszállt, ahonnan Palais du Tribunat-nak hívták. 

## Bourbon helyreállítása
A Bourbonok helyreállítása után a Royal Palotában a fiatal Alexandre Dumas állást kapott a hatalmas duc d'Orléans irodájában, aki a helyreállítás után visszanyerte a palota irányítását. A második birodalom alatt a Royal Palota otthona volt a Bonaparte család kadéti agának, amelyet Napóleon herceg, III. Napóleon unokatestvére képviselt.

## A mai Palais-Royal

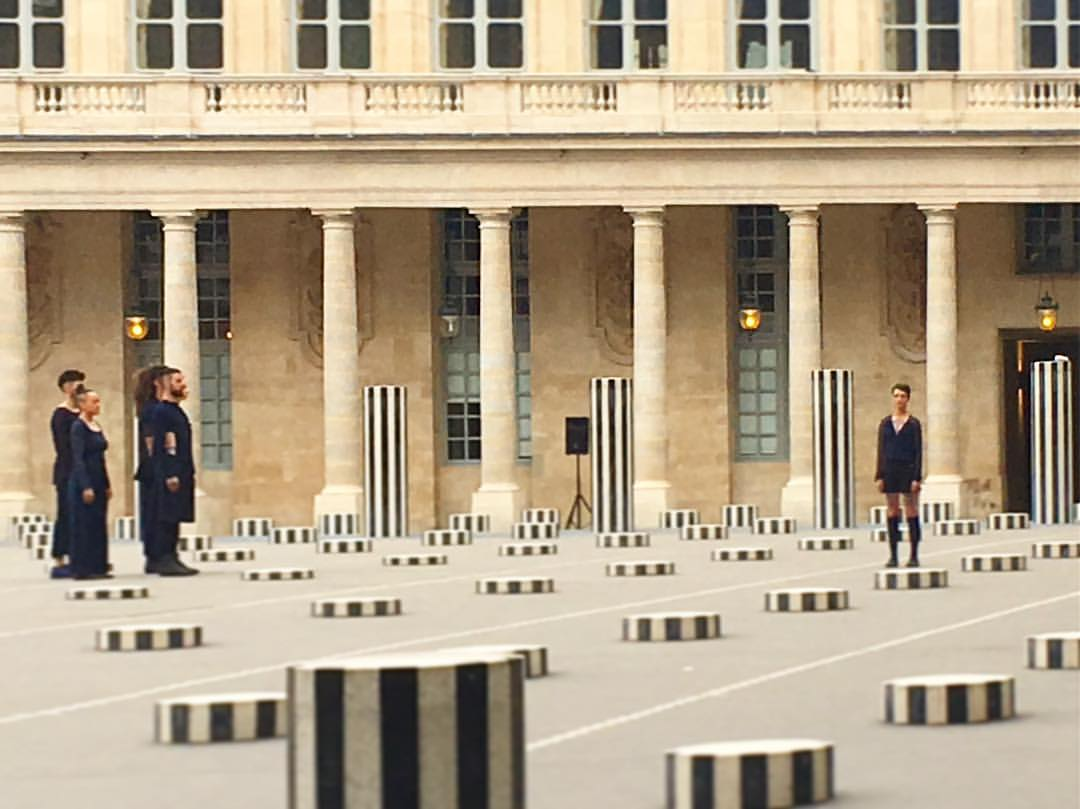
A Nathalie Pernette társaság táncosai 2017 májusában előadják a La Figure du Baiser táncdarabját a Buren oszlopain, a Palais-Royal épületében

Ma a Palais-Royal fogadja a Conseil d'Étatot, az Alkotmánytanácsot és a Kulturális Minisztériumot. A kert hátulján, a Palais-tól északra, a Rue de Richelieu-n található a Bibliothèque nationale de France régebbi épülete.
A palota nagyobb belső udvarában, a Cour d'Honneur-ban 1986 óta található Daniel Buren helyspecifikus műalkotása, a Les Deux Plateaux, Les Colonnes de Buren néven ismert.

## Palais-Brion
Az Orléans-ház nem foglalta el az északkeleti szárnyat, ahol eredetileg Ausztriai Anna élt, hanem inkább a főépülettől nyugatra fekvő Brion-palotában tartózkodott, ahol a jövőbeli kormányzó, apja halála előtt, Gilles-Marie megbízást adott Oppenord díszíti a nagyszerű apartmant könnyű és élénk stílusú újjáépítésben, amely a rokokóra utalt. Ezeket, valamint a Regent barátságosabb apartmanjait, valamint a Coypel virgiliai alanyokkal festett galériáját mind 1784-ben lebontották a Théâtre-Français, a mai Comédie-Française építéséhez.
A Brion-palais-t, a Rue de Richelieu mentén álló, a Palais-Royaltól nyugatra fekvő külön pavilont XIV. Lajos vásárolta meg Richelieu bíboros örököseitől, ő csatlakoztatta a Palais-Royal-hoz. A Brion-palotában Louise de La Vallière szeretője maradt, míg a Madame de Montespannel való viszonya még mindig hivatalos titok volt.
Később az ókori régiségek gyűjteményét a Brion-palotában helyezték el, 1673-ban kinevezett művészkritikus és hivatalos udvari történész, André Félibien gondozásában.

## Fordítás
- Ez a szócikk részben vagy egészben  a   Palais-Royal című angol Wikipédia-szócikk ezen változatának fordításán alapul.  Az eredeti cikk szerkesztőit annak laptörténete sorolja fel. Ez a jelzés csupán a megfogalmazás eredetét és a szerzői jogokat jelzi, nem szolgál a cikkben szereplő információk forrásmegjelöléseként.